# Weiler Ach
Die Weiler Ach ist ein 4,7 km langer linker und südwestlicher Zufluss der Iller im Landkreis Oberallgäu, Bayern (Deutschland).

## Verlauf
Der Ursprung der Weiler Ach befindet sich in den Allgäuer Alpen südöstlich der Hörnergruppe am westlichen Ortsrand von Obermaiselstein. Das Fließgewässer entsteht direkt westlich des Obermaiselsteiner Tunnels (Kreisstraße OA 9) durch den Zusammenfluss der von Westnordwesten heran fließenden Bolgenach und der von Südwesten kommenden Schönberger Ach.
Auf ihrem kurzen Weg in Richtung Nordosten fließt die Weiler Ach nach Weiler, einem nördlichen Gemeindeteil von Fischen im Allgäu. Kurz darauf mündet sie nach Kreuzen der B 19 in den von Süden kommenden Donau-Zufluss Iller.